# Макарашвили, Якоб
Якоб Макарашвили (груз. იაკობ მაქარაშვილი, род. 28 декабря 1985) — грузинский борец вольного стиля, призёр чемпионатов Европы.

## Биография
Родился в 1985 году. В 2016 году завоевал бронзовую медаль чемпионата Европы, но на Олимпийских играх в Рио-де-Жанейро стал лишь 11-м.